# Pastorale (Liesbeth List)
Pastorale is het derde album van Liesbeth List, verschenen in september 1968. Het titelnummer, een duet met Ramses Shaffy, werd een grote hit.
Het album bevat een mix van Nederlandse en Franse liedjes, onder meer van Jacques Brel (Ne Me Quitte Pas). Er staat ook een duet op met de Franse zanger Pierre Barouh.
Een aantal nummers, inclusief het titelnummer, is geschreven door Boudewijn de Groot en Lennaert Nijgh.
In oktober 1970 ontving List een gouden plaat voor Pastorale. In 1973 ontving ze er een platina plaat voor.
In 2017 verscheen een geremasterde versie van het album, vrij uniek voor een Nederlandstalige plaat.

## Tracks
Kant 1
1. "De Sneeuwkoningin" (B. de Groot/L. Nijgh) (2:55)
2. "Een Grijze Lente" (B. de Groot/L. Nijgh) (3:24)
3. "De IJssalon" (B. de Groot/L. Nijgh) (1:57)
4. "Minstreel In Het Gras" (B. de Groot/C. Nooteboom) (1:40)
5. "La Pluie" (duet met Pierre Barouh) (F. Lai/P. Barouh) (2:18)
6. "Des Ronds Dans L'Eau" (D.R. Le Senechal/P. Barouh) (2:54)
7. "Zo Hoog In De Hemel" (C. Nooteboom) (2:03)

Kant 2
1. "Draai Weer Bij (Sunny Goodge Street)" (Donovan/H. Geelen) (3:20)
2. "Door Het Hoog Geboren Koren (The Girl That Stood Beside Me)" (G. Stevens/H. Geelen) (1:44)
3. "Pastorale" (met Ramses Shaffy) (B. de Groot/L. Nijgh) (4:16)
4. "Endymion (Counting)" (B. Ling/L. Nijgh) (3:06)
5. "Mon Amour" (F. Lai/P. Barouh) (2:29)
6. "Candice" (F. Lai/P. Barouh) (2:44)
7. "Laat Me Niet Alleen" (Ne me quitte pas) (J. Brel/E. van Altena) (3:13)

## Credits
Bert Paige, Horst Hartmann - orkestleiding/productie
Eddy Posthuma de Boer - Foto's (voorkant)
J. Kempers, Hans Hoffman - Foto's (achterkant)

## Hitnotering

#### NederlandseAlbum Top 100
| Positie: | 12 | 12 | 15 | 15 | 15 | 18 | uit |